# Investeringsvirksomhed
En investeringsvirksomhed eller et investeringsselskab er en virksomhed der investerer i forskellige investeringsaktiver. Et investeringsselskab er defineret ved en selskabsform, der har til hensigt at facilitere en kollektiv investering i en underliggende portefølje af investeringsaktiver. Selskabets struktur er typisk baseret på aftaler om forvaltning og administration. Gængse investeringsselskaber investerer indenfor aktier, obligationer og fast ejendom.
Aktieavancebeskatningslovens § 19, stk. 2, nr. 2, indeholder følgende definition af et investeringsselskab: "Et selskab m.v., hvis virksomhed består i investering i værdipapirer m.v., og hvor andele i selskabet på forlangende af ihændehaverne skal tilbagekøbes for midler af selskabets formue til en kursværdi, der ikke i væsentlig grad er mindre end den indre værdi."